# Disphysema candezei
Disphysema candezei är en skalbaggsart som beskrevs av Edgar von Harold 1873. Disphysema candezei ingår i släktet Disphysema och familjen bladhorningar. Inga underarter finns listade i Catalogue of Life.